# Schietpartij in Boulder op 22 maart 2021
De schietpartij in Boulder op 22 maart 2021 in de Amerikaanse staat Colorado was de tweede grote schietpartij in de Verenigde Staten in een week tijd. Enkele dagen eerder werden acht mensen gedood bij een schietpartij in Atlanta.
De schietpartij vond plaats in een plaatselijke King Soopers-supermarkt. Tien mensen werden gedood, onder wie een plaatselijke politieagent. De schutter raakte gewond en is overgebracht naar het ziekenhuis. 
De schietpartij begon kort na 14.30  uur (plaatselijke tijd), toen een schutter de supermarkt binnenkwam en begon te schieten. Het incident werd gedeeltelijk live gestreamd door een getuige. Een van de eerste agenten ter plaatse was agent Eric Talley, die door de dader werd neergeschoten en gedood. Er volgde een vuurgevecht met de dader en de schoten gingen door tot 15:21 uur. Om 15:28 uur werd de dader in hechtenis genomen.
De schutter, Ahmad Al Aliwi Alissa werd in 1999 in Syrië geboren. Zijn familie emigreerde in 2002 naar de Verenigde Staten en woont sinds 2014 in de stad Arvada. Op 23 september 2024 werd hij veroordeeld tot een levenslange gevangenisstraf.

## Slachtoffers
De slachtoffers werden een dag na de schietpartij geïdentificeerd. De jongste was 20 jaar, de oudste 65 jaar. 